# Самопораженско личностно разстройство
Самопораженско личностно разстройство (също известно като мазохистично личностно разстройство) е личностно разстройство, което не е формално прието в Диагностичното и статистическо ръководство на умствените разстройства (DSM). То е дискутирано в приложението на ревизираното трето приложение (DSM-III-R). Като алтернатива се диагностицира като Личностно разстройство без специфична класификация. Някои изследователи и теоретици продължават да използват този критерий. Има официален номер 301.90.

## Диагностика

### Предложението в DSM III-R
Самопораженско личностно разстройство е, когато е налице:
A) Пространен модел на самопораженско поведение, започващо от ранните години на съзряването и налично в различни контексти. Индивидът може често да отбягва или понижава по значение приятните изживявания, да бъде привлечен от ситуации или взаимоотношения, в които той или тя ще страда, и да отказва / пречи на другите да му помогнат, което се индикира в поне пет от следните:
1. избира хора и ситуации, които го водят до разочарование, провал или лошо третиране, дори когато други по-добри опции за избор са очевидно налични
2. отказва или прави неефективни опитите на другите да му / ѝ помогнат
3. след позитивни персонални събития (напр. нови постижения) реагира с депресия, вина или поведение, което произвежда болка (сред тези и инцидент)
4. подбужда гневни или отхвърлящи отклици от другите и след това чувства болка, поражение или унижение
5. отказва възможности за удоволствие или чувства неохота да се самоприеме като забавляващ/а се (дори и да има адекватни социални умения и способност за удоволствие)
6. проваля се в задачите, които са от съществено значение за нейните или неговите персонални цели, въпреки демонстрираната възможност да се справи, например помага на приятели студенти да си пишат домашните, но не се справя да напише своето
7. не е заинтересован или отхвърля хора, които имат постоянно добро отношение към него, не поддържа лична и сексуална връзка
8. въвлича се в ексесивно самопожертване, което е непоискано от предполагаемите реципиенти

B) Поведенията, описани в A, се появяват не само в отговор или при очакване на някакъв вид злоупотреба – физическа, сексуална, психическа
C) Поведенията, описани в A, не се проявяват само при депресия.

### Премахване от DSM-IV
Исторически мазохизмът е асоцииран с женската покорност. И това разстройство става политически неудобно, когато става асоциирано с домашното насилие, което най-често е причинено от мъже. Все пак много изследвания показват, че разстройството е често. Въпреки отхвърлянето от DSM-IV, разстройството продължава да има своята популярност след клиницистите, като конструкция, която обяснява множество аспекти на човешкото поведение.